# Dealul Ciocaș - Dealul Vițelului (sit SCI)
Dealul Ciocaș - Dealul Vițelului este o arie protejată (arie specială de conservare — SAC, sit de importanță comunitară — SCI) din România, desemnată în scopul protejării biodiversității și menținerii într-o stare de conservare favorabilă a florei spontane și faunei sălbatice, precum și a habitatelor naturale de interes comunitar aflate în arealul zonei de protecție. Aceasta se întinde pe o suprafață de 961,4 ha, integral pe uscat.

## Localizare
Situl se întinde pe teritoriile administrative ale județelor Brașov (Bod, Hărman) și Covasna (Ilieni, Vâlcele). Centrul sitului Dealul Ciocaș - Dealul Vițelului este situat la coordonatele 45°46′22″N 25°41′08″E / 45.772733°N 25.685622°E.

## Înființare
Situl Dealul Ciocaș - Dealul Vițelului (ROSCI0056) a fost declarat sit de importanță comunitară în decembrie 2007 pentru a proteja 3 specii de plante. Arealul a fost protejat și ca arie specială de conservare în mai 2022. Acesta include rezervația naturală Dealul Ciocaș - Dealul Vițelului.

## Biodiversitate
Situată în ecoregiunea continentală a Depresiunii Brașovului din nord-estul Munților Baraolt (grupă muntoasă a Carpaților de Curbură, aparținând lanțului carpatic al Orientalilor), în lunca dreaptă a Oltului, aria protejată conține un habitat natural: Tufișuri subcontinentale peri-panonice.
La baza desemnării sitului se află o specie plantă cunoscută sub denumirea populară de rățișoare (Iris aphylla subsp. hungarica) și 6 faunistice, protejate la nivel european prin Directiva CE 92/43/CE din 21 mai 1992 (privind conservarea habitatelor naturale și a speciilor de faună și floră sălbatică). sau aflate pe lista roșie a IUCN; astfel:
- mamifere (3): vidră de râu (Lutra lutra), breb (Castor fiber), liliacul cu urechi late (Barbastella barbastellus)[6],
- amfibieni (2): ivorașul-cu-burta-galbenă (Bombina variegata)[7], tritonul cu creastă (Triturus cristatus);
- nevertebrate (1): fluturele purpuriu (Lycaena dispar),

Pe lângă speciile protejate aflate la baza desemnării sitului, pe teritoriul acestuia au mai fost identificate 24 specii din flora spontană și fauna sălbatică a României.